# De Vloek van de Titaan
De Vloek van de Titaan (oorspronkelijke titel: The Titan's Curse) is een fantasy/avonturenverhaal uit 2007 geschreven door Rick Riordan en gebaseerd op de Griekse mythologie. In dit derde deel in de Percy Jackson en de Olympiërs-serie worden Percy en zijn vrienden geconfronteerd met de verdwijning van Annabeth en de godin Artemis, wier invloed op de Raad van Olympus weleens doorslaggevend zou kunnen zijn voor een belangrijke beslissing in de oorlog tegen de Titanen. Wederom hebben Percy,Thalia, Grover en de twee Jageressen Bianca di Angelo en Zoë Nachtschade (de volgelingen van Artemis, de Jageressen bestaan uit vrouwelijke halfgoden die gezworen afstand hebben gedaan van jongens) slechts enkele dagen de tijd om een queeste tot een goed einde te brengen. 
De Vloek van de Titaan werd goed ontvangen. Het stond bovenaan de bestsellerlijst van kinderboeken van The New York Times en werd gekozen als een van The Summer 2007 Children's Book Sense Picks. Het boek werd gepubliceerd op 1 mei 2007 in de Verenigde Staten en het Verenigde Koninkrijk. De audio-versie werd ingesproken door Jesse Bernstein. Het boek wordt vervolgd in een vierde deel, The Battle of the Labyrinth. 

## Personages
- Percy Jackson - Percy, een veertienjarige halfgod en de zoon van Poseidon, de God van de Zee, is het hoofdpersonage in de serie. Hij accepteert een queeste om zijn vriendin Annabeth te redden en de verdwijning van de Griekse godin Artemis op te lossen.
- Thalia Grace - Een vijftienjarige halfgod en de dochter van Zeus. Samen met Percy gaat zij op queeste. Ze wordt beschreven als 'punkachtig, met zwarte kleren' en met een karakter dat het best kan worden omschreven als 'sarcastisch'. Toch lijkt Thalia op Percy; beiden zijn erg koppig. Ze is ook bang voor hoogtes, ook al is haar vader de God van de Hemel.
- Annabeth Chase - Een veertienjarige halfgod en de dochter van Athena. Zij is een vriend van Percy, Thalia en Grover. Samen met Artemis werd zij door de Titanen ontvoerd. Ze heeft een grote passie en interesse voor architectuur. Ook al is Percy verliefd op haar, toch vormen de gevoelens die Annabeth nog steeds voor Luuk koestert een muur tussen hen in.
- Grover Underwood - Een sater en een vriend van Percy. Hij is 28 jaar oud, maar in de gemeenschap van saters is hij nog steeds een tiener. Het is zijn wens de verloren God Pan terug te vinden.
- Bianca di Angelo - Een twaalfjarige halfgod en een dochter van Hades. Ze heeft een tien jaar oude broer, Nico, met wie ze samen vastzat in het Lotus Hotel. Later voegde Bianca zich bij de Jagers van Artemis, maar ze werd gedood. Nico beschuldigt Percy verantwoordelijk te zijn voor haar dood.
- Zoë Nachtschade - Zoë is een dochter van Atlas en een Jager van Artemis. Ze heeft het moeilijk met het leren van een nieuwe taal en spreekt daarom meestal Oudengels. Ze sterft na te zijn gebeten door Ladon, de bewaker van de boom met de gouden appel.
- Luuk Castellan - Een halfgod en een zoon van Hermes. Luuk heeft Percy en de Olympiërs verraden en is de belangrijkste volgeling van Kronos de Titaan.
- Nico di Angelo - Een tienjarige zoon van Hades en de jongere broer van Bianca di Angelo. Hij wordt samen met zijn zuster gered van een Manticore door Percy, Annabeth, Thalia en Grover. Hij verblijft in het Huis van Hermes, omdat het nog steeds onbepaald is wie zijn ouders zijn. Na de dood van zijn zuster verlaat Nico het kamp en houdt hij Percy verantwoordelijk. Voor zijn vertrek stuurt hij een leger van skeletsoldaten naar de Onderwereld.

## Audioboek
Op 5 mei 2007 werd een audioboek van De Vloek van de Titaan in het Engels uitgeven, ingesproken door Jesse Bernstein. Het acht uur en achtenveertig minuten durende audioboek werd door AudioFile Magazine omschreven als 'angstaanjagend, betoverend en volmaakt in samenwerking met het oorspronkelijke boek'.